# Eggysodontinae
Sous-famille
Les Eggysodontinae sont une sous-famille éteinte de mammifères de la famille des Hyracodontidae et ressemblant à des rhinocéros sans cornes vivant en Europe et en Asie à l'Oligocène, entre −28 millions d’années et −23 millions d’années.

## Occurrence
Au total, une vingtaine de spécimens fossiles ont été découverts.

## Liste de genres
- † Allacerops Wood, 1932
- † Eggysodon Roman, 1910
- † Proeggysodon Bai & Wang, 2012